# Альмаден-де-ла-Плата
Альмаден-де-ла-Плата (ісп. Almadén de la Plata) — муніципалітет в Іспанії, у складі автономної спільноти Андалусія, у провінції Севілья. Населення — 1520 осіб (2010).
Муніципалітет розташований на відстані близько 350 км на південний захід від Мадрида, 55 км на північ від Севільї.

## Демографія
Динаміка населення (INE ):

## Галерея зображень

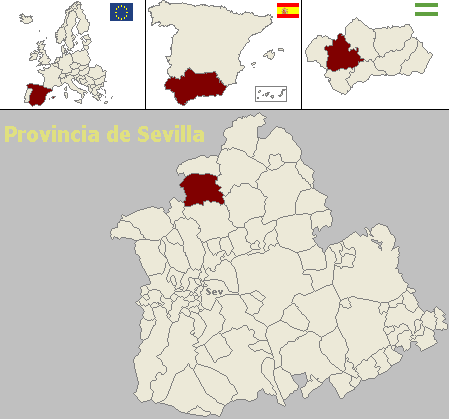
Розташування муніципалітету Альмаден-де-ла-Плата у провінції Севілья